# 北の峰インターチェンジ
北の峰インターチェンジ（きたのみねインターチェンジ）は、北海道富良野市学田三区にある旭川十勝道路（富良野道路）のインターチェンジである。
富良野道路の起点であり、当インターチェンジより旭川方面は富良野北道路として事業中である。

## 歴史
- 2018年（平成30年）11月24日：富良野道路・北の峰IC - 布部IC間開通に伴い、供用開始[2]。

## 周辺
- 学田三区馬頭観音
- ふらのワイン工場

## 接続する道路
- 直接接続
  - 国道38号

## 隣
旭川十勝道路（富良野北道路 / 富良野道路）
中富良野町字中富良野（事業中） - 北の峰IC - 富良野IC